# Holländskt bad
Holländskt bad, även kallat Rembrandts etsvätska, tillredes på följande sätt:
- 2 delar kaliumklorat (KClO3) löses i 38 delar varmt vatten
- Till detta sättes 10 delar koncentrerad saltsyra (HCl)

Denna etsvätska biter lugnt utan att bubbla, vilket ger ett jämnt resultat utan de taggiga konturer, som skarpare etsvätskor kan ge.